# 経済的不平等

ジニ指数による世界各国の所得差。指数は0-1であり、0は完全な平等（全員が同一所得）、1は完全な不平等（一人が全ての所得を得て、その他全員はゼロ）

スラムに住む人々の割合%(2005年)

経済的不平等（けいざいてきふびょうどう、Economic inequality）とは、広義においては経済活動の過程において発生する富める者と、そうでない者の差のことである。広義において基本的に問題とされるのは、同一国家・地域内での差である。
狭義においては、経済競争自体の不公平や経済ルールの不公正、若しくは不平等を促進する国際政治システムを指す。日本語では格差問題や貧富の差、富の不平等にも訳される。

## 世界の現状
2009年の時点では、最も豊かな国と貧しい国では、一人当たりの所得の差は100倍以上となっている。
2014年9月4日、FRBは家計調査から、アメリカ経済は回復傾向を強めている一方で、貧富の差が拡大しているとしている。FRBは、2010年以降失業率は低下し景気は回復している一方で、「所得・資産に大幅な格差が生じている」と指摘した。
2014年10月17日、FRB議長であるジャネット・イエレンは講演で、アメリカでの所得・富の格差拡大について憂慮しているとの見解を示し、過去数十年にわたって「富裕層の所得・富が著しく増大する一方で、大半の所得層では生活水準が低迷している状態と言える」「アメリカ国民が伝統的に重きを置いてきた機会の均等に照らして、どうなのかと問うことが適切である」と述べた。

### 所得格差
第二次世界大戦後の30年間は所得の伸びは、所得の良し悪しに限らず年間3%程度であったが、それ以降は所得の伸びの恩恵を享受してきたのは、大半が高所得者層である。購買力から見ると賃金の中央値は1975年から変わっていないが、現在（2013年）は上位1%の高所得者が当時の約3倍を稼いでいる。
OECD諸国に於ける収入差は過去半世紀の中で口のトップ10%グループの平均収入は、人口の下位10%グループの平均収入の9倍となり、25年前の7倍からさらに上昇した。
エコノミストのブランコ・ミラノヴィッチの研究によれば、1988-2008年にかけて、世界人口の上位1%の所得が60%も増加する一方で、最下層5%の所得にはまったく変化が見られないとしている。
経済協力開発機構（OECD）の2011年度の研究によれば、所得格差は、1970年代後半から1980年代前半にかけてアメリカ・イギリス・イスラエルで広がりはじめ、この傾向は1980年代後半にさらに拡大したとされる。所得格差はこの10年（2013年時点）で、ドイツ・スウェーデン・デンマークでも拡大し、フランス・日本・スペインという少数の例外を除き、多くの先進国で最上層10%の稼ぎ手が上昇したが、最下層の10%は停滞している。
2013年にピュー研究所が世界39カ国を対象に実施した世論調査によると、先進国・途上国に限らず7割以上の人々の格差は5年間で拡大し、2013年現在の仕組みは富裕層を優遇していると考えている。
2014年現在、日本の高所得層の上位1%が占める国民所得シェアは約9%であり、1980年代の7%から2ポイント拡大している。フランス、ドイツ、スウェーデンは日本とほぼ同じペースでシェアが拡大したが、アメリカでは10-15ポイント上昇している。高所得層の上位0.1%が占める国民所得のシェアは、2014年現在の日本では2.5%ほどであり、1980年代初めの1.5%から拡大している。
- イスラエルとアメリカについては、その不平等は過去既に高いレベルであったが、差は更に増加した[6]。ジニ係数で見ると、アメリカの上位10%の所得階層が国全体の所得に占める割合は、1910年には約50%であったが、第二次世界大戦後は30%程度に低下、2010年には再び50%ほどへと上昇している[10]。アメリカの富の不平等については、1910年には上位10%の富裕層が国全体の富の80%を占めていたが、第二次世界大戦後にはその比率は60%程度に低下、2010年には70％近くに再び上昇している[10]。
- 伝統的に平等主義であった国々（ドイツ・デンマーク・スウェーデンなど）では、貧富の差は1980年代は1-5の範囲であったものが、1-6に広がった[6]。
- フランスのベルエポックで広がった所得・資産の格差は、第一次世界大戦から1970年代までの間に縮小したが、1980年以降、所得・資産の格差は再び拡大して100年前の状態に近づいている[10]。
- 中国における所得格差は重層的であり、都市部と農村部、沿海部と内陸部、そして個人レベルといった様々な格差が生じ拡大し続けている[11]。上海・北京・広州などの大都市・沿海部の4億人の地域と、内陸農村部の9億人の地域で経済格差が存在する（2010年時点）[12]。地域別の一人当たりのGDPは、沿岸部の上海市と内陸部の貴州省では10倍近い差がある（2008年時点）[13]。貴州省は中国でもっとも貧しい省であり、上海との年収格差は15-16倍である（2010年時点）[14]。経済学者のケネス・ロゴフは「1970年以降の中国の経済成長は、人類史上類を見ないほどの速さで所得配分の格差を生んでいる。もはや中国国内の格差は、アメリカを追い越しラテンアメリカのレベルにまで近づきつつある」と指摘している[15]。

### 資産格差
2014年1月20日、国際非政府組織（NGO）オックスファムは、世界で貧富の差が拡大し、最富裕層85人の資産総額が下層の35億人分（世界人口の半分）に相当するほど悪化したとの報告書を発表している。また、同報告書はデータを得た26カ国のうちの24カ国で、全国民の収入に占める上位1%の最富裕層の割合が約30年前に比べて増加したと指摘している。同報告書はアメリカでは、下層の90%は経済的に苦しくなったが、上位1%の最富裕層は2009-2012年の成長による利益の95%をかき集めたとしている。
2014年10月17日、クレディ・スイスが富豪による富の独占状況についての研究報告を発表し、2014年現在、富豪による富の独占が最も進行している国家はロシアであるとしている。所得上位10%人口の資産が総資産に占める割合は、1位ロシア84.8%、2位トルコ77.7%、3位香港77.5%、4位インドネシア77.2%、5位フィリピン76%、6位タイ75%、7位アメリカ74.6%、8位インド74%となったとしている。また、富の分配が最も進んでいる国家はベルギーであるとしている。所得上位10%人口の資産が総資産に占める割合は、ベルギー47.2%、日本48.5%となったとしており、富の独占率が50%を下回ったのは調査国中、ベルギーと日本の2カ国のみであったとしている。中国については所得上位10%人口の資産が総資産に占める割合は、2000年には48.6%であったが、2014年には64%にまで上昇しており、中国は過去14年間で、最も富の独占が進んだ国家となったとしている。
2015年1月19日、国際支援団体オックスファムは、世界の人口の1%の富裕層がもつ資産の総額が、2016年までに残りの99%の人口の資産の総額と同程度になるという推計を発表した。また、オックスファムは世界の富裕層上位80人の資産総額は、貧困層35億人の資産総額に匹敵するとしている。

#### 中国
中国人民銀行・西南財経大学が共同設立した中国家計金融調査・研究センターが発表した「中国家計金融調査報告」によると、都市と農村の資産格差は、平均値で10.2倍・中央値で1.7倍となっており、都市家計資産の平均値と中央値の格差は31.4倍となっているにもなっている。上位10%の収入・資産が全体に占める割合をみると、家計収入は57.0%、金融資産は61.0%、非金融資産は88.7%、総資産は84.6%となっている。
2014年2月23日、中国の四川省成都の西南財経大の研究機関は、中国の裕福な世帯の上位10%が、全国の総資産の63.9%を保有しているとの報告書を発表している。報告書によると、上位1%の富豪世帯の平均年収は115万2千元（約1900万円）に上る（2012年の中国の労働者・職員の年間平均賃金は約4万8千元）。

## 原因
経済的不平等が生じる原因は様々である。原因について OECDレポート "Divided we Stand: Why Inequality Keeps Rising"の結論では、加盟22カ国に於いては、その成り行き任せや政策による影響によって、富豪と貧困の両極端化が強化される方向に進んでいると述べている(OECD 2011-12-05)。
経済的不平等の要素には、「賃金・収入の大きな違い（熟練労働者は他より収入が多い）」「富の偏在（wealth concentration）」「労働市場 (グローバル化・技術の変化・政策変化)」「逆進的課税 と税制の穴やタックスヘイブン」「教育費の増大（Higher education bubble）」「コンピュータ化と技術革新」「人種による不平等」「男女差」「縁故社会」などが挙げられる。
最も大きな要因は賃金の差である（"The single most important driver has been greater inequality in wages and salaries (OECD 2011-12-05)."）。原因の多くは相互に関連性を持っている。

### 歴史
原始時代に農業（農耕）が始まると収穫物の蓄積が可能になり、経済的不平等が生じ始めた。2017年に科学雑誌『ネイチャー』に投稿された論文によると、約1万1000年前以降の、世界各地にある約60の文明について遺跡の住居面積を比較したところ、馬など飼いならしたユーラシア大陸などでは格差が広がり続けたのに対して、家畜となる大型動物がいなかった南北アメリカ大陸では2500年程度で格差拡大が止まったと分析されている。
その後も、国家などの集団・権力の形成と支配、交易や商業、居住地の条件や技術進歩の違いなどにより、経済的不平等は継続・拡大した。貧しさや不平等への不満はしばしば、日本の一揆を含む民衆の反乱、革命の原因となった。このため為政者は民間の富を税などとして集める一方で、現代に至るまで、経済的不平等が極端に拡大しないよう配慮を迫られてきた。

### 個人・社会
経済的不平等が発生し、定着する理由には個人的要素と社会的要素がある。
経済学者の大竹文雄は「競争に対する態度の違いや、競争で実力を発揮できるかどうかは、経済的な格差につながる。また、社会全体の生産性に影響を与える可能性が高い」と指摘している。大竹は「所得の重要な部分を占める賃金の格差が生じる主な原因は、生産性の差である。個人間の生産性の差は生まれつきの才能・教育・努力・運が人によって異なるため生じる」と指摘している。また大竹は「努力水準が他人には観測できないため人々に努力を促す手段として賃金格差が発生している。つまり、人々にインセンティブをもたらす手段として賃金格差が存在する」と指摘している。
経済学者の伊藤修は、貧富の差を生み出す要因として、1）生まれた時点での富、2）素質、3）運、4）努力、の4つを挙げている。伊藤修は「『努力が富は生む』『努力の差が貧富の差』という命題は間違いであり、富が本人にすべて帰属しているという根拠はない」と指摘している。
非正規雇用は所得が不安定であり、その不安定さは様々な影響をもたらす。例えば両親が非正規雇用で所得が不安定であると、子供たちも同じように所得が不安定な一生を送る可能性があり、一部の実証研究はそのことを示唆している。アメリカの研究によれば、親の所得階級による子どもの数学の学力差は、6歳の時点ですでに現れ、その学力差はその後も拡大を続けるとされている。ただし、就学前に教育を受けていた場合、学校教育による援助は大きな効果があるとされている。
コロンビア大学のカリー教授によると、貧困家庭の子どもが貧困となり、そのまた子どもも貧困になるという貧困の連鎖の原因は遺伝ではなく、栄養状態が悪い妊婦が低体重児を出産→子どもが育っても健康状態は悪い、低所得→低所得の親となり、また低体重児を出産、という経路をたどるためであるとしている。

### 労働市場
現代の市場経済において経済的不平等は、賃金が労働市場によって決定される事に起因するものが大多数である。他の原因としては、各業種について需要と供給のバランスの不一致もあるが、これは少数である。現実の市場は、一般に効率的であると仮定するのは困難である。それは、ほぼ全ての市場に何かしらの不完全競争（情報の偏在・教育やスキルアップ機会の不平等・その他多々の不完全条件など）が存在しているためである。そのため政府はこの市場の失敗を是正する大きな潜在的役割があるとされている。
純粋な資本主義的生産形式（たとえば専門機関や労働組合は労働者数を規制しない等）では、労働者の所得は、労働組合や労働者自身によってではなく、市場によって決定される。つまり同一労働同一賃金が成立している状況では、労働は市場に於ける技能スキルの価格であると見なされており、それによって価格の不平等が起こる。需要と供給の法則下において、労働スキルの価格は「技能労働者の需要」と「技能労働者の供給」の平衡によって決定されるのである。これは「一方で市場は、富を集中させ、環境コストを社会に押しつけ、労働者や消費者を濫用する」「市場はそれ自身が、たとえ平常安定状態であっても、大きな不平等を導くことがあり、広い視点では望まれない結果をもたらす」と言われる由縁である。
雇用者は、市場価格以下の賃金しか払えない場合、彼のビジネスは慢性的に人員不足となる。ビジネスで競合するプレイヤーはその状況を利用することで、他より高い賃金を提示し労働者を引き抜けるという利点をもつ。利潤を最も重視するビジネスプレイヤーにとって、労働市場の価格よりも高額または低額な賃金を提案をすることは、不合理な行為となってしまう。
多数の労働者が長時間就きたがり（供給が大きい）、かつ求人数が少ない（需要が少ない）業務では、その賃金は低下する。これは求職者間での競争が発生するためである。たとえば皿洗いやカスタマーサービスなどの例がある。求職者間の競争が起こっている場合、その業務は労働者を使い捨てで用いるのが合理的であるため、その業務賃金は低下していく傾向がある。その一方で、労働者数や求職者数が少ない（供給が少ない）が、それに大きなニーズがある（需要が大きい）業務は、その業種賃金は上昇していく。これは求職において雇用者同士の競争が発生するためで、それにより賃金は上昇する。たとえば高等スキルや希少技能や高リスク業務などの例がある。
雇用者間の競争がある業種は、その職に就く労働者が相対的に少数となるため、賃金が上昇する傾向がある。専門機関や労働団体はその職に就く労働者数を制限することで、需要を大きくし構成員の賃金を上昇させる。また構成員は団体交渉・政治活動・ストライキなどで賃金を上昇させることができる。
こういった需要と供給の関係はその社会にて所得レベルを広く分散させるために、経済的不平等と関連があるのは明らかである。しかし賃金の偏りだけでは、富の集中や1%の人たちが非常に高い所得を得ていることを説明できていない。「市場を改良し、多くの市民の便益にかなうよう作り替えていかなければいけないことは明らかである」。

### 税制
他の原因は、所得税における累進課税率である。累進課税制度は所得額が多いほど税率が上がるシステムである。
累進課税において最高税率を課す所得レベルについて、そのレベルを上下させることは、その社会における不平等のレベルと直接的に影響するとされる。さらに急カーブの累進課税を課すことは、より収入のばらつきを補正する作用がある。課税前と課税後のジニ指数の違いは、この累進課税の効果を示すインジケータとなる。これにより、米国における所得税率はOECD平均となっている。
政治学者や経済学者の間では、富の不平等は税制によって改善するのか悪化するのかには議論がある。
ポール・クルーグマン、ピーター・リチャード・オルザグ、エマニュエル・サエズなどの経済学者は、第二次大戦後の税制は裕福なアメリカ人労働者に対して、所得の少ないアメリカ人よりもより資本に対しての大きなアクセスを可能にしたことによって、所得の差を大きくしたのは明らかであると主張している。

### グローバリゼーション
自由貿易により、経済的不平等のスケールはグローバルからドメスティックなものに拡散する。豊かな国が貧しい国と貿易を行うと、市場作用の結果として、豊かな国の単純労働者の賃金は下落し、貧しい国の単純労働者の賃金は上昇する。
ポール・クルーグマンが自由貿易がアメリカの不平等に与えた影響を分析したところ、貧しい国との貿易拡大と生産手段の分散が起こったことで、単純労働職はどんどん貿易可能化となったが、技術的イノベーションなどの理由で、米国の不平等に対しての影響はマイナーなものであったとしている。他の専門家ともこれと見解を同じくしており、Lawrence Katzは貿易の影響は、収入不平等を5-15%増加させたに過ぎないと分析している。しかしいくらかの経済学者はこの因果関係に反論しており、特にRobert Lawrenceは、技術的イノベーションと自動化によって、豊かな国の単純労働者が機械に置き換えつつあるため、もはや豊かな国では単純労働の製造工員は、貧しい国との競争によって多くを必要としないと主張している。

### 男女差

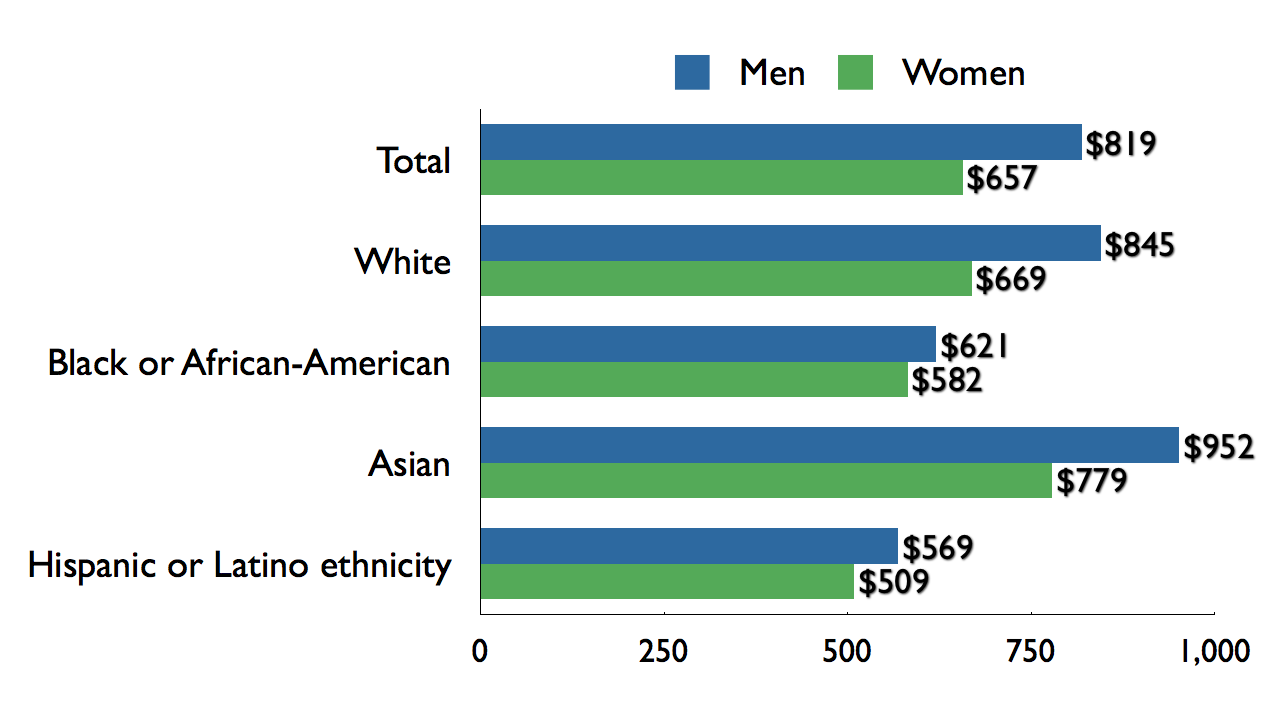
アメリカにおけるフルタイム労働者の週給差（性別・人種・民族別）2009年

多くの国々では、労働市場で男性が好まれるため、男女の賃金差が存在する。例えばアメリカのフルタイム労働者では、女性は男性より平均して77%の給与であった。この格差は様々な要因によるものである。平均として、女性は男性よりも求職時に給与以外の要素をする傾向があり、また旅行や配置転換を希望する傾向は低いとされる。
Thomas Sowellは著書『Knowledge and Decisions』の中で、この差は女性が結婚や妊娠のために仕事に就けないことで生じたという説に対し、収入に関する研究ではその差を説明することはできなかったとしている。男性は女性より、高額な収入を得やすい危険度の高い仕事に就く傾向があるとされる。
米国国勢調査では収入格差について、「When we account for difference between male and female work patterns as well as other key factors, women earned, on average, 80 percent of what men earned in 2000... Even after accounting for key factors that affect earnings, our model could not explain all of the differences in earnings between men and women."」と報告している。
その他の国では収入格差は、ボツワナの53%からバーレーンの-40%まで様々であった。
アメリカでは、未婚または子供のいない男女を比較したところ、女性のほうが男性より収入を得ている。さらに、パートタイムで働く女性はパートタイムで働く男性より平均収入が高い。
男女不平等と差別は、社会全体に貧困と脆弱性をもたらしているとの主張がある。家庭と家庭でもたららされる知識・財産は、その個人に対して家庭外で生活するための機会や、脅威に対しての対応能力などの中心を形作っているとされる。高い教育レベルと社会適応能力は、家族全員の生産性を向上させ、それにより社会全体の財を向上させる。ジェンダー平等度指数というツールによって、この要素が貧困に対して及ぼす影響を説明しようという試みがある。

### 人種間
2013年2月、アメリカのブランダイス大学の研究によって、アメリカ国内の白人・黒人の資産格差は、過去25年間で3倍近くに拡大したことが明らかとなっている。2009年の時点で、白人世帯・黒人世帯の資産の中央値はそれぞれ26万5000ドル（約2440万円）と2万8500ドル（約260万円）となり、その差は23万6500ドルと、1984年の8万5000ドルに比べて3倍近くまでに拡大している。

### 富の偏在

#### 都市への一極集中と地方経済の疲弊
アジア諸国の所得水準は欧米と比較すると低いが、人口密度が高いため地価はより高くなる傾向にある。
OECDは、人口700万人までは富裕を意味するが、それ以上では大都市圏の規模と所得は負の相関関係になると報告している。

#### 相続による差の固定化
発生した経済的不平等は、相続により親から子に受け継がれることで固定化されることがある。格差が固定化されている場合、階級と呼ばれる。また、人間関係や職務上のノウハウのような無形の財産も親から子に受け継がれ、経済的不平等が定着する原因となっている。

### 経済発展の段階
経済学者のケネス・ロゴフは「富裕層と貧困層との格差拡大は、急速な経済成長の負の側面として避けられない事実である。こうした所得格差を、国の政策で解決することは容易ではない。富裕層に税金を課すといっても限界がある」「技術とグローバリゼーションの急激な進展は、高熟練労働者に有利に働き、所得と富の不平等は過去最高水準にまで拡大している。所得の不平等は国を問わず、社会の安定を揺るがす最大の脅威であることに疑問の余地はない。ただし、市場はうまく機能すれば、最終的に社会安定化の役割を果たす」と指摘している。
経済成長率が上昇する過程では、中所得者以上の人の所得は、低所得者以上に高まる可能性があるとする意見がある。経済成長すると、初期段階では不平等度は上がってしまうが、頂点を迎えて下がり、平等になっていく。例えば、日本の明治時代では成長するにしたがって資本家が現われ、どんどん不平等になっていった。しかし資本家によって企業が増えると、労働者が不足していく、労働者に権利が強くなって不平等度が下がったとされている
経済学者の飯田泰之は「好況・人手不足状態であれば、格差・貧困は深刻な規模にはなり得ない」と指摘している。」「経済成長は労働者の発言力を強める。発言力の強化の中で、経済成長の果実を再配分政策の見直しに割り振れること、社会保障の拡充をはかることができる」と指摘している。

### インフレーション
一部のオーストリア学派経済学者は、その国の金融政策に起因する高インフレーションは経済的不平等につながるという理論を主張している。学説によると、マネーサプライによるインフレは、既に収益能力を持っている立場の人物にとっては有利であるが、貯蓄などによる固定収入で生活している立場にとっては不利となる不合理な尺度であり、これは不平等を悪化させるという。彼らはインフレと不平等との相関関係を調査し、インフレは「紙幣の印刷 (printing money)」とは独立して発生するとして、インフレと不平等の因果関係を論じている。
一方で、経済学者の高橋洋一は「マイルドなインフレで、経済が成長すれば格差は縮小する」と指摘している。

### デフレーション
デフレーションが少数の強者と大多数の弱者の経済格差を拡大させると指摘する意見がある。
大竹文雄は「名目賃金が下がるということの衝撃は大きく、労働者間の格差拡大間を実態以上に強くする可能性が高い。これが、日本の1990年代末以降、人々に格差拡大を実感させた原因の一つである」と指摘している。

### 流動性
既得権益の固定化（経済的・政治的・地位的・生得的・実力）は、それらの権益が経済的流動性を低めるため、不平等を増加させる。

## 緩和法
経済的不平等を少なくすることは、近代における政策のメインテーマとなっている。
経済的不平等を是正する方法については、
1. 富裕層により多くの負担を求める、もしくは貧困を解消して差の程度を減らす
2. 貧富の元になる財産（の一部）を共有化して、そもそも経済的不平等という概念をなくす

の二通りの方向性が考えられる。
経済的不平等の程度を減らすものとして富の再分配理論がある。
経済学において、伝統的な古典派経済学ではパレート効率に代表されるような社会全体としての効率化に焦点が当てられていたが、現実世界における経済的不平等の拡大を受けて分配にも留意した厚生経済学が一つの大きな分野となっている。
左派勢力が強固な国々では、不平等のレベルは低くなるとされている。
経済的不平等の要素には色々あるが、それは「政府に起因するもの」「市場に起因するもの」の二種類に分類することができる。それぞれのアプローチに対しての長所と効果については、今日の議論の対象である。
政府による経済的不平等緩和法の典型例を以下に挙げる。
- 公教育 - 熟練労働者の供給を増やすことにより、教育に起因する収入差を減らす[73]。
- 累進課税 - 高収入者には低収入者よりも比例的に課税することで、社会における収入格差を減らす[74]。
- 最低賃金を法制化 - 最も賃金の少ない労働者の収入を増やす。
- 国有化やモノによる補助 - 誰にでも必要となる財やサービス（食品・医療・住宅など）について、安価もしくは無料で提供することで、政府は社会における低収入層の購買力を上げることができる。
- ワグナー法など、労働組合を支援する法の制定

これらの方法はたいてい不平等を是正することができるが、しかし時には経済的不平等を加速させることがある（ソ連ではこれらの政府利権の分配は特権階級により牛耳られていた）。政治科学者は、米国では1970年以降、富裕層の組織により運営される公共政策は、徐々に経済的平等性を浸食してきていると主張している。
政府によらない、市場原理による経済的不平等の是正法には以下がある。
- 限界消費性向 - 富や収入が増えれば増えるほど、人々はより消費を増やすようになる。極端な例では、ある一人が全ての富を所有している状況では、彼はそれらの財産を保全するために人を雇う必要が直ぐに出てくるので（雇用創出）、これによって富の集中は低下する[77]。
- 組合化 - 労働市場の力をもとに、労働団体は標準賃金を交渉することで不平等を減らすとされる（しかし失業者は増加する）。しかし労働組合の力の低下や、成果払い賃金制度が広く普及しているため、生産性の不平等により経済的不平等が起こっている[78]。

大竹文雄は「運・不運による所得格差を小さくさせるものは、民間の保険、家族の助け合い、そして税・社会保障による再配分制度である。民間の保険・家族の助け合いが機能しなくなった場合、政府による所得再配分・雇用創出が不可欠となる」と指摘している。

## 影響

### 健康と社会のまとまり
イギリスの研究者Richard G. WilkinsonとKate Pickettは、収入格差の大きい国では、健康と社会の問題（肥満・精神疾患・殺人・十代の出産・収監・子供の喧嘩・薬物濫用）の割合が高く、社会的財（平均寿命・教育レベル・他人同士の信頼・女性の地位・社会的流動性・特許発行数）のレベルが低いことを発見した。彼らは、23の先進国と50の米国州を対象とした統計において、健康と社会の問題は日本とフィンランド、アメリカではユタ州とニューハンプシャー州といった世帯収入差の小さい州・国においては、アメリカやイギリス、またミシシッピ州やニューヨーク州などの世帯収入の大きい州・国と比べて、問題が小さいことを発見した。

### 犯罪
所得の格差が大きくなることは、強盗・恐喝・窃盗・詐欺などの財産犯の便益を増加させる。

### 経済成長率の低下
2015年の世界経済フォーラムにおいて、賃金カットや労働組合の弱体化などの構造改革は長期不況に陥るリスクを高めるという結論が得られた。所得格差は長期経済停滞の原因であり、これに対処すべきとの結論も得られている
。

## 学問的な研究
上記のように経済的不平等は、経済それ自体だけでなく、政治や社会全般に大きな影響を与えるため、諸分野の学問やジャーナリズムの探究対象になっている。フランスのパリ経済学校には、この問題を専門とする「世界不平等研究所」 が設けられている。

### 学派ごとの見解

#### マルクス主義
暴力等の手段で、優位にあるものが劣位にある者から富を収奪することがある。この状態が常態化すると経済的不平等は拡大していく。軍事力をバックにした専制君主制などが「社会的収奪」の例である。マルクス主義的共産主義によれば、資本家は労働者から富を収奪しているということになる。